# Marco Lamensch
Marco Lamensch est un journaliste et un auteur réalisateur belge.
Il a créé et coordonné avec Jean Libon le magazine documentaire Strip-tease, diffusé sur la RTBF de 1985 à 2002 et sur France 3 de 1992 à 2012.

## Biographie

### Études
Diplôme supérieur de sciences physiques à l'Université Libre de Bruxelles en 1969.

### Carrière
Après ses études et quelques années d’enseignement comme professeur de physique, Marco Lamensch entre en 1973 à la RTBF au service « Sciences ». Il réalise ses premiers films dont le docu-fiction sur la 'Pataphysique (À la recherche de Mélanie Le Plumet - 1976). Il est promu pour quelque temps co-responsable du magazine scientifique Pulsars.[source secondaire souhaitée]
En 1977, il rejoint l'équipe du magazine d’enquêtes et de reportages À Suivre, dirigé par Henri Mordant. C'est là qu'il rencontre le chef opérateur image Jean Libon avec qui il va commencer à travailler régulièrement.
Après plusieurs enquêtes de société et grands reportages internationaux (immigration, drogue, homosexualité, armée, sport, Irlande du Nord, Israël, Corse...), Marco Lamensch  imagine, conçoit et lance[source secondaire nécessaire] avec Jean Libon, le magazine de société Strip-tease.
Parallèlement au début des années 1990, le duo se rapproche de VF films, société de production dirigée par Véronique Frégosi, dans le dessein d'installer le programme sur une chaîne française. La première intéressée, Canal+, renonce, et c'est finalement France 3 qui diffuse le « magazine qui vous déshabille » à partir de 1992 et durant 20 ans.
Les créateurs mettent fin à Strip-Tease à la RTBF en 2002 et élaborent dans la foulée Tout ça (ne nous rendra pas le Congo), un nouveau programme d'unitaires de longs formats sans commentaire. Marco Lamensch conçoit et finalise le générique[pertinence contestée] et quitte la télévision belge.
Outre avoir assuré la co-direction éditoriale et artistique des émissions (jusqu'en 2005 en France), composé les quatrains, ainsi que tous les textes promotionnels et théoriques concernant Strip-tease, l'auteur a réalisé une soixantaine de documentaires au fil d'une carrière jalonnée de prix et récompenses[non neutre].

## Filmographie

### Au sein du service "Sciences" (RTBF)
- 1972 à 1976 : Magazine Pulsars, réalisation de plusieurs films scientifiques
- 1974 : Enquête sur une machine au-dessus de tout soupçon (à propos d’informatique), réalisé avec G. Perrin
- 1974 : L'art-dinateur
- 1974 : Sérieux ou pas les Ovni (19')

- 1976 : À la recherche de Mélanie Le Plumet (docu-fiction sur la 'Pataphysique ) réalisé avec F. Van Besien (45')

### Magazine d'informationÀ suivre(RTBF)
Cette section ne s'appuie pas, ou pas assez, sur des sources secondaires ou tertiaires indépendantes du sujet.

Pour l'améliorer, ajoutez-en, ou placez des modèles {{Source secondaire souhaitée}} ou {{Source secondaire nécessaire}} sur les passages mal sourcés. (février 2024)
- 1977 : Les guérisseurs philippins (I) et (II), réalisé avec F. Van Besien
- 1977 : Je ne suis pas un déchet (sur les enfants du juge), réalisé avec M. Simon
- 1978 : Les Chevaliers des temps modernes (sur le football et l'argent), réalisé avec G. Corbiau (34')
- 1978 : Pour noyer quelque chose (sur l’alcoolisme - 78')
- 1978 : Le chant des baleines (première campagne de Greenpeace contre la chasse - 30')
- 1979 : Moïse David ou l'obsession sectuelle (sur la secte Des Enfants de Dieu - 58‘)
- 1979 : La Corse (42')
- 1979 : Le Nucléaire, choix ou pari ?, réalisé avec C. Laffineuse et J. Laurent
- 1980 : Adam et Roméo (sur l’homosexualité) (48’)
- 1980 : Mustapha, ni belge ni arabe (sur l’immigration - 63’)
- 1981 : Le PCF en campagne, réalisé avec F. Van Besien  (35’)
- 1981 : Bobby Sands : mourir pour des idées - Belfast, mai 81 (44’)
- 1981 : Fuyez donc, parties adverses (portrait d’un exorciste - 60’)
- 1982 : Un pays sans ombre (Israël - restitution du Sinaï - 69’)
- 1982 : L'affaire est dans le sac (au sein de l'entreprise Delvaux - 40’)
- 1982 : La dictature plébiscitée (en Turquie - 53’)
- 1983 : Une vie éblouissante et une âme pure (sur les scouts d'Europe - 21’)
- 1983 : Les Russes attaquent à l'aube (sur l'armée belge), réalisé avec J. Libon (54’)[8]
- 1984 : Pousse la nana et mouds le café, réalisé avec J. Libon (au sein du Club Med - 23’)
- 1985 : Froid, Abcédaire, réalisé avec Claude Lebrun, Annie Thonon, J. Libon et D. Lannoy (18')[9]
- 1985 : Faut pas plonger (18 mois avec un couple de toxicos), réalisé avec J. Libon (56’)

### Magazine de documentairesStrip-Tease(RTBF et France 3)
Sélection ,
- 1985 : L'arche de Zoë, réalisé avec Jean Libon (16’)
- 1985 : Michaël et Jackson, réalisé avec Jean Libon (13’)
- 1985 : Président, montre-nous tes c..., réalisé avec Jean Libon (13’)
- 1985 : Le grand soir (élections), réalisé avec Jean Libon (13')
- 1985 : Le théâtre de la biche, réalisé avec Jean Libon (13’)
- 1986 : La double vie de Baris Manço, ouvrier turc, réalisé avec Jean Libon (13’)
- 1986 : Fouronculose
- 1986 : Strip-Tease de fête !, émission spéciale nouvel an, réalisation collective (45’)
- 1987 : Devenir mannequin, réalisé avec Jean Libon (14')
- 1988 : Rouquins rouquines, réalisé avec Jean Libon (12')
- 1988 : O nom d'Odieu, réalisé avec Jean Libon (14')
- 1988 : Padoum à Sodome et Gomorrhe, réalisé avec Jean Libon (14')
- 1989 : La banquière, réalisé avec Jean Libon (14')
- 1989 : A hue et à dia (10')
- 1990 : La piqûre d'amour,  réalisé avec Jean Libon (13')
- 1992 : La Guerre du Golfe , réalisé avec Jean Libon (14’)
- 1992 : Yanito, torrero, réalisé avec Olivier Lamour (15’)
- 1993 : Maison de poupées (16’)
- 1994 : Le Musée de Geoffroi (14’)
- 1994 : Bande de salopards (14’)
- 1994 : Petit Papa Boël, réalisé avec Jean Libon (sur des travailleurs des usines Boël - 54')
- 1996 : Cocoon, réalisé avec H. Dorzée  (12’)
- 1999 : Les larmes de Ludovic ou Le concerto imposé (sur le « Concours Musical International Reine Elisabeth » - 63’)
- 2000 : Mon Pierre (suite de La guerre du Golfe - 19’)

#### Edition DVD
Direction de la collection DVD « Strip-Tease » / MK2 (avec Jean Libon),

### Autres films diffusés par la RTBF et/ou France 3
- 1979 : L'hôtel des monnaies (RTBF - 16')
- 1979 : Les halles de Schaerbeek (RTBF)
- 2007 : Revue des troupes, réalisé avec Olivier Lamour  (sur Médecins sans frontières - 51')
- 2007 : Chirurgie de guerre, réalisé avec Olivier Lamour (sur MSF en Haïti - 57’)

## Publication
Strip-Tease se déshabille par Marco Lamencsh, préface de Philippe Gelück, Editions Chronique, paru en 2018.

## Prix - Distinctions
Cette section ne s'appuie pas, ou pas assez, sur des sources secondaires ou tertiaires indépendantes du sujet.

Pour l'améliorer, ajoutez-en, ou placez des modèles {{Source secondaire souhaitée}} ou {{Source secondaire nécessaire}} sur les passages mal sourcés. (février 2024)
- Prix du Jury - MIFED Milan (Cinema and Television International Multimedia Market), partagé avec G. Perrin pour Enquête sur une machine au-dessus de tout soupçon - Édition 1975
- Prix du Festival International de Télévision de Monte Carlo, pour Moïse David ou l'obsession sectuelle - 1979
- Antenne de Cristal - Union des Critiques Radio-TV (Belgique), récompense partagée avec Jean Libon pour Les Russes attaquent à l'aube - 1984

- Prix de la Communauté des Télévisions Francophones de Monte-Carlo, pour Les Russes attaquent à l'aube, partagé avec Jean Libon dans la catégorie « Les journalistes et le pouvoir » - 1984
- Prix du Journalisme Audiovisuel à Bruxelles en 1986
- Prix de la Communauté des Télévisions Francophones - Montréal 1987
- Sélectionné à l'INPUT (International Public Télévision Screening Conference) en 87, 88, 89, 90, 98...
- Sept d'Or du meilleur Magazine de Société attribué à Strip-Tease - France 1996
- Sept d’Or du meilleur Générique pour le magazine Strip-Tease - France 1999
- Sept d’Or du meilleur Magazine Documentaire attribué à Strip-Tease - France 2000
- Prix du Journalisme à l’ensemble de l’équipe Strip-Tease décerné par le Parlement de la Communauté française - Belgique 2002
- Sept d’Or de la meilleure Série Documentaire - France 2003
- EuroFipa d’honneur pour l’ensemble de leur carrière, « au service d’une télévision créative et impertinente » au duo Libon-Lamensch au Festival international de Programmes audiovisuels (FIPA) - France 2012.